# Józef Jaszowski

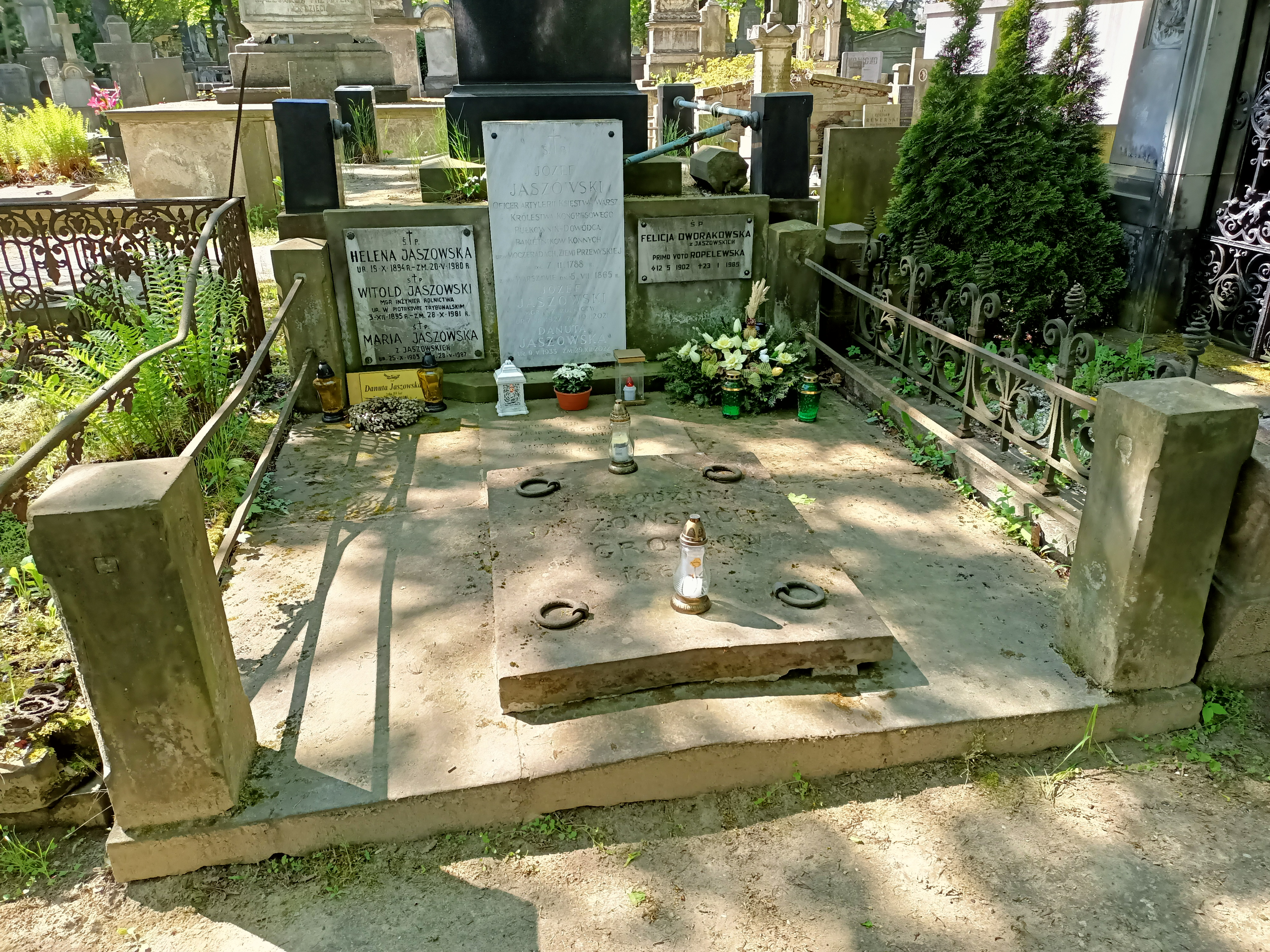
Grób Józefa Jaszowskiego na cmentarzu Powązkowskim

Józef Jaszowski (ur. 8 lutego 1788 w Moczeradach, zm. 5 lipca 1865 w Warszawie) – oficer artylerii konnej, uczestnik wojen napoleońskich, uczestnik powstania listopadowego.

## Życiorys
Karierę wojskową rozpoczął w czasach Księstwa Warszawskiego. Brał udział w kampaniach napoleońskich z lat 1812–1814. Po upadku Napoleona, 11 sierpnia 1814 roku wraz z korpusem generała Krasińskiego powrócił do kraju. Wstąpił do armii Królestwa Kongresowego. Został oficerem w artylerii konnej. W czasie powstania listopadowego dowodził 3 baterią artylerii konnej, która powstała z półbaterii rakietników konnych. 14 lipca 1831 roku awans na stopień podpułkownika. 30 września 1831 roku złożył dymisję. Przybył z województwa płockiego do Warszawy. Stawił się przed Komisją Rządową Wojny. 11 października 1831 roku ponowił przysięgę wierności carowi Mikołajowi I. W styczniu 1835 roku otrzymał 3-letni zasiłek od Komisji Przeznaczenia i Wsparcia. Osiadł w majątku Łychowska Wola. Zostawił po sobie Pamiętnik dowódcy rakietników konnych. Spoczywa na cmentarzu Powązkowskim w Warszawie (Kwatera 179, Rząd 4, Miejsce 23).

## Odznaczenia
- 28 października 1813 – Legia Honorowa nr 41714  za zasługi w bitwie pod Lipskiem
- 24 maja 1830 – Znak Honorowy za 15 lat nieskazitelnej służby
- 20 kwietnia 1831 – Krzyż Złoty Virtuti Militari nr 1105.